# Беззаконие (мультфильм)
«Беззаконие» из цикла «Рассказы А. П. Чехова» — российский рисованный мультфильм 2010 года режиссёра Натальи Мальгиной. «Мастер-фильм» и Фонд социально-культурных программ «Губерния» выпустили цикл мультфильмов к 150-летию со дня рождения Антона Павловича Чехова.

## Сюжет
Луна освещала дорогу, когда Семён Эрастович Мигуев возвращался домой поздним вечером, напевая романс. На крыльце своего дома он обнаружил младенца. Он сразу вспомнил, как бывшая горничная Агнюшка обещала подкинуть своего младенца и всё рассказать жене. Испугавшись, Мигуев схватил ребёнка и бросился прочь со двора. Он живо представил, как над ним смеются сослуживцы и соседи, и решил отнести и подкинуть младенца на крыльцо купцу Белкину. Мигуев свернул с улицы и пошёл через лесок. Пока шёл, он о многом подумал, представил будущее ребёнка и раскаялся. Мигуев с младенцем на руках помчался домой, бросился на колени перед женой и во всём сознался. Мигуев вышел на крыльцо, и тут дворник Ермолай сказал ему, что приходила прачка Аксинья и положила младенца на крыльцо, а ребёнка кто-то унёс. Мигуев нервно рассмеялся и покраснел.
Послесловие. В титрах показаны старые фотографии: на одной Мигуевы смотрят на детей в воспитательном доме, на другой — Мигуевы с мальчиком и девочкой, на третьей — постаревшие Мигуевы и выросшие дети.

## Роли озвучивали
- Мигуев — Алексей Колган
- Ермолай — Александр Чутко
- Агнюшка — Ирина Клабукова

## Рассказы Чехова
На фестивале «Кинематографический Чехов» показали анимационный цикл «Рассказы А. П. Чехова», фильмы представляли авторы:
- «Беззаконие» реж. Наталья Мальгина
- «Белолобый» реж. Сергей Серёгин
- «Сын прокурора спасает короля» реж. Оксана Холодова
- «Человек в пенсне» реж. Хихус.

## Награды
- 15 Открытый Российский Фестиваль анимационного кино в Суздале: Приз «За лучший мультипликат».[2]
- XVIII Фестиваль Российского кино «Окно в Европу» в Выборге: Диплом «За бережное отношение к классике».[3]
- VII Международный благотворительный кинофестиваль «Лучезарный ангел»: в номинации «Лучшее анимационное кино» второй приз.[4]

## Отзыв критика
«Беззаконие» режиссёра Натальи Мальгиной и художника Игоря Олейникова — сочетание тонкого, почти мхатовского психологизма и зрелищной броскости, крупности режиссёрского и живописного мазка.
— Лариса Малюкова «СВЕРХкино» с.121